# Ecosystem (バンド)
ecosystem（エコシステム）は、日本の3人組ロックグループ。2007年に結成。所属レコード会社はSME Records。

## 概要・来歴
- 2007年1月 - 壺坂（ボーカル・ギター）、後藤（ベース）、空岡（ドラム）、松浦（キーボードの女性）の4人が大阪で結成。
- 2010年 - インディーズレーベル・ネギヤキから、アルバム「Jean」をリリース。
- 2010年6月10日 - 自身のブログにて、松浦が脱退を表明。その後、荒井がサポートメンバーとして加わり、4人で活動することになる。
- 2011年 - サポートメンバーだった荒井がメンバーとして正式に加入。4人組となる。
- 2011年11月30日 - SME Recordsからメジャーデビューシングル「ジレンマ」をリリース。表題曲「ジレンマ」はテレビ東京系アニメ『銀魂』の2011年10月以降のオープニングテーマ曲である[1]。
- 2012年12月1日 - OFFICIAL WEB SITEにて、ドラムの空岡が脱退。
- 2013年8月7日 - SME Recordsからメジャー1stアルバム「うしろの正面、ジレンマ」をリリース。
- 2014年8月31日 - 体調不良によりベースの後藤が休養に入る。
- 2014年10月1日 - 後藤の復帰が困難となり、解散を発表[2]。
- 2014年12月10日 - 解散ライブを開催。

## メンバー

### 旧メンバー
壺坂恵（つぼさか めぐみ）
ボーカル・ギター担当。
2月2日生まれ。血液型A型
後藤葉子（ごとう ようこ）
ベース担当。
6月21日生まれ。血液型A型。
荒井要（あらい かなめ）
ギター・シンセサイザー担当。
4月26日生まれ。血液型O型。

## ディスコグラフィー

### インディーズ

#### ミニアルバム
|     | 発売日       | タイトル | 規格   | 規格品番   |
| 1st | 2010年4月7日 | Jean     | 12cmCD | NYCI-15006 |

### メジャー

#### アルバム
|     | 発売日       | タイトル               | 規格品番               | 最高位 |
| 1st | 2013年8月7日 | うしろの正面、ジレンマ | SECL-1364〜5 SECL-1366 | -      |

#### シングル
|     | 発売日         | タイトル                  | 規格品番                  | 最高位 |
| 1st | 2011年11月30日 | ジレンマ                  | SECL-1033 SECL-1034       | 36位   |
| 2nd | 2012年3月28日  | 月夜のnet                 | SECL-1103                 | 147位  |
| 3rd | 2012年8月22日  | ラブレター・フロム・何か? | SECL-1172〜1173 SECL-1174 | 45位   |

#### 配信限定シングル
- カタルシス（2014年2月13日）

## ミュージックビデオ
| 監督                                    | 曲名                          |
| --------------------------------------- | ----------------------------- |
| nicographics                            | 「ラブレター・フロム・何か?」 |
| 壺坂恵×野江早杷子（ピンクじゃなくても） | 「カタルシス」                |
| 不明                                    | 「ジレンマ」「月夜のnet」     |

## タイアップ一覧
| 使用年 | 曲名                      | タイアップ                                                         |
| ------ | ------------------------- | ------------------------------------------------------------------ |
| 2011年 | ジレンマ                  | テレビ東京系アニメ『銀魂'』オープニングテーマ（第228話 - 第240話） |
| 2012年 | 月夜のnet                 | TBS系『COUNT DOWN TV』2012年3月度オープニングテーマ                |
| 2012年 | ラブレター・フロム・何か? | テレビ東京系アニメ『超訳百人一首 うた恋い。』オープニングテーマ    |
| 2012年 | ラブレター・フロム・何か? | テレビ東京系『ロック兄弟』2012年8月度エンディングテーマ            |